# Muzej za arhitekturo in oblikovanje
Muzej za arhitekturo in oblikovanje (MAO) je osrednja slovenska muzejska ustanova za področja arhitekture, urbanizma, industrijskega in grafičnega oblikovanja ter fotografije. Ukvarja se z zbiranjem in hranjenem gradiva z navedenih področij, z njegovim raziskovanjem in predstavljanjem javnosti. Njegove zbirke obsegajo skoraj 100 000 različnih predmetov, od tega 75 000 muzealij v obliki načrtov, skic, modelov zgradb, različnega pohištva, drobnih premetov, aparatov, plakatov, različnih tiskovin in fotografij. V zbirkah MAO so zastopani vidnejši slovenski arhitekti in oblikovalci ter številni fotografi 20. in 21. stoletja; skupaj gre za več kot 1000 avtorjev. Z namenom ozaveščanja in izobraževanja občinstva muzej arhitekturne, oblikovalske in fotografske tematike predstavlja javnosti v obliki razstav, predavanj, konferenc, delavnic, vodenih ogledov in drugih dejavnosti. Ena izmed najbolj odmevnih razstav muzeja je mednarodni Bienale oblikovanja (BIO), ki v Ljubljani poteka že od leta 1964.
Muzej se odpira kot prostor, namenjen vsem, ki želijo raziskovati, se učiti in izvedeti več o tem, kako naseljujemo življenjski prostor, ga organiziramo, spreminjamo, oblikujemo, označujemo in si ga prisvajamo. Muzej je prostor interakcije med različnimi ustvarjalci, arhitekti, oblikovalci na eni strani, ter zainteresiranim občinstvom na drugi. Muzej se s svojimi dejavnostmi vpenja tudi v mednarodno okolje in hkrati ponuja domačemu občinstvu vpogled v mednarodno arhitekturno in oblikovalsko dogajanje. 
Muzej za arhitekturo in oblikovanje ima svoje prostore v prenovljenem delu Fužinskega gradu, ki stoji na vzhodnem robu Ljubljane na levem bregu Ljubljanice. Razstavne prostore dopolnjuje muzejska trgovina, v kateri so na prodaj strokovne publikacije in oblikovalski izdelki, predvsem slovenskih avtorjev. 

## Zgodovina
Muzej je leta 1972 ustanovila Mestna občina Ljubljana s prvotnim imenom Arhitekturni muzej Ljubljana (AML). Prostore je pridobil v hiši arhitekta Jožeta Plečnika na Karunovi ulici 4 v Ljubljani. Po ureditvi Plečnikove hiše in njegove zapuščine, ki je poleg hiše z ohranjeno notranjščino obsegala tudi velik korpus osebnih predmetov, maket, arhitekturnih načrtov ter osebne korespondence, se je leta 1974 muzej z zbirko odprl za javnost. Ob ustanovitvi leta 1972 se mu je pridružil tudi sekretariat Bienala industrijskega oblikovana (BIO), sicer ustanovljen leta 1963. 
Muzej je sprva deloval predvsem na področju raziskovanja in obdelave gradiva, povezanega z arhitektom Jožetom Plečnikom, ter s predstavljanjem javnosti z razstavami in katalogi. Ob povečanju zanimanja tujine v začetku osemdesetih let je sodeloval pri strokovnem seznanjanju in podajanju informacij ter pri prirejanju razstav o delu Jožeta Plečnika v tujini. Med njimi je bila obsežna razstava Arhitekt Jože Plečnik 1872–1957, ki je nastala v sodelovanju s pariškim  Centre Georges Pompidou in je med letoma 1986 in 1994 prepotovala številne evropske in svetovne prestolnice. Razstavo so Francozi podarili Sloveniji, ki je morala najti ustrezen razstavni prostor. Postopoma je začel muzej svojo zbirko širiti z zapuščinami ostalih arhitektov, kot so Vinko Glanz, France Tomažič, Dušan Gabrijan, Boris Kobe, Ivan Vurnik in drugimi, temeljnimi primeri slovenskega industrijskega in grafičnega oblikovanja ter fotografskim gradivom. Ves čas od ustanovitve je prirejal razstave s področij arhitekture, urbanizma, oblikovanja in fotografije na različnih prizoriščih ter nadaljeval s prirejanjem mednarodne razstave Bienala industrijskega oblikovanja. Leta 1987 je muzej pridobil v upravljanje tudi Likovno razstavišče Rihard Jakopič s pomembnimi razstavnimi in depojskimi prostori (v upravljanju do leta 2008).
Leta 1990 je muzej dobil nove prostore na Gradu Fužine v Ljubljani, kar je omogočilo nove prostorske možnosti in razvojni zagon muzeja, saj so do leta 1992 večji del gradu temeljito obnovili. Obnovo je vodil arhitekt Peter Gabrijelčič, nadzor je bil v rokah ZVKDS (konservatorki Staša Blažič in Mojca Arh Kos). Na vzhodni strani objekta so na ogled postavili mednarodno razstavo Arhitekt Jože Plečnik 1872–1957, ki je s tem končala svojo pot po tujini. Na ogled je bila do leta 2009. Muzej je nadaljeval svoje razstavne dejavnosti z vrsto preglednih razstav ter okrepil pedagoške in raziskovalne aktivnosti. Vsi trakti gradu pa še niso dokončani za muzejsko rabo. 
V letu 2010 je naloge ustanovitelja od mesta prevzela Republika Slovenija, muzeju spremenila status v ustanovo nacionalnega pomena ter naziv v Muzej za arhitekturo in oblikovanje (MAO). Upravljanje Plečnikove hiše je od tedaj dalje prešlo pod Muzej in galerije mesta Ljubljane (MGML). 
Ob spremembi statusa iz mestnega v državni muzej je direktor muzeja postal arhitekt, arhitekturni kritik in raziskovalec Matevž Čelik. Z novim programom in temeljitimi reformami je muzej v času Čelikovega direktorovanja postal ena najsodobnejših institucij na svojem področju v Evropi. Čelik je ob prihodu zagnal obsežno delo na do tedaj še neobdelanih muzejskih zbirkah in s sodelavci v naslednjih letih vzpostavil skrbno obdelano zbirko 40.000 predmetov. Zbirka danes predstavlja največjo svetovno zbirko slovenske arhitekture in oblikovanja. Postala je predmet mednarodnega zanimanja in širšo prepoznavnost. Leta 2018 je MAO za znamenito razstavo "Toward a Concrete Utopia" v newyorški MoMA posodil več kot 65 predmetov.
Ob nastopu direktorovanja je Čelik zagnal posodobitev BIO in ga preimenoval v Bienale oblikovanja. Z modelom kuriranih in v kritično ter eksperimentalno oblikovalsko produkcijo usmerjenih bienalov se je BIO s Čelikovimi reformami ponovno uveljavil v mednarodnem prostoru. Leta 2015 je Čelik zasnoval in ustanovil evropsko platformo za podporo novim talentom Future Architecture. MAO je postal koordinator Evropskega Arhitekturnega programa, v katerem je leta 2021, ob koncu projekta, sodelovalo več kot dvajset uglednih evropskih muzejev, festivalov, bienalov in drugih kulturnih organizacij. Čelik je s sodelavci zasnoval tudi nacionalno platformo za podporo ustvarjalnemu sektorju, Center za kreativnost, ki je pričel delovati konec leta 2017. 
Arhitekturni muzej se je lotil tudi oživitve in skrbi za Fužinski grad z okolico. Za namene novih programov je prenovil več prostorov in odprl muzejsko kavarno, ki je kmalu postala priljubljeno zbirališče ljubiteljev arhitekture in oblikovanja in prebivalcev. Leta 2019 so po načrtih, ki jih je izdelal mladi španski arhitekt Julio Gotor Valcarcel nekoliko prenovili muzejsko dvorišče, ki je v času COVID krize postalo dnevna soba muzeja.
Direktorji muzeja: Matija Murko (1972-1978), Peter Krečič (1978-2010), Matevž Čelik (2010-2020), Bogo Zupančič (2020–).

## Oddelki

### Oddelek za arhitekturo
Oddelek za arhitekturo preučuje arhitekturni razvoj v Sloveniji, od začetkov naprej. Najbolj obsežno je gradivo arhitektov 20. in 21. stoletja, ki delujejo na slovenskem ozemlju. Dokumentacija novejše slovenske arhitekture obsega poleg načrtov tudi makete, modele, risbe, skice, pisma in fotografije ter še razne druge predmete iz zapuščin posameznih arhitektov. Poleg gradiva iz osebnih arhivov posameznih avtorjev vsebuje arhitekturna zbirka tudi širok krog publikacij, knjig, revij, prospektov ter podobnega materiala, ki priča o nastajanju slovenske arhitekture v določenem obdobju. Zbirka obsega gradivo okoli 80 vidnejših slovenskih arhitektih in obsega približno 66.000 enot gradiva. Obsežni in pomembni so arhivi Ivana Vurnika, Vladimirja Šubica, Dušana Gabrijana, Gizele Šuklje, Stanka Rohrmana, Danila Fürsta, Maksa Strenarja, Borisa Kobeta, Ivana Jagra, Vinka Glanza, Franceta Tomažiča, Cirila Tavčarja, Vladimire Bratuž, Vladimirja Braca Mušiča in številnih drugih arhitektov. Muzej hrani zapuščine nekaterih Plečnikovih  in Ravnikarjevih diplomantov. Oddelek raziskuje tudi razvoj starejše arhitekture na Slovenskem od prvih začetkov do 20. stoletja. Na tem področju hrani zbirka obsežen fond fotografij arhitekturnih spomenikov, kopije in originalne načrte in risbe, pa tudi nekaj maket, izdelanih za občasne tematske razstave o starejši arhitekturi.

### Oddelek za oblikovanje
Oblikovalska zbirka se osredotoča na dve področji: industrijsko oblikovanje in vizualne komunikacije. Med njimi izstopajo izdelki pomembnih slovenskih podjetij, preko katerih lahko sledimo razvoju oblikovanja skozi slovensko industrijo (Stol, Iskra, Gorenje, Elan, Rogaška, Dekorativna in druga). V zbirki so zastopani opusi pomembnih slovenskih oblikovalcev, kot so Niko Kralj, Oskar Kogoj, Albert Kastelec, Janja Lap, Vladimir Pezdirc, Igor Rosa, Janez Smerdelj, Saša Mächtig in drugi, tudi predstavniki sodobne oblikovalske produkcije. Poseben fond so predmeti oblikovalca Marka Turka, ki se je posvečal predvsem oblikovanju elektroakustičnih naprav (npr. mikrofoni, magnetofoni). Zbirka se redno dopolnjuje s predmeti, ki prejemajo nagrade na vsakokratnem Bienalu oblikovanja (BIO).
Zbirka vizualnih komunikacij, ki jo hrani MAO, je edina tovrstna v Sloveniji. Šteje okoli 9000 enot in jo sestavljajo celostne grafične podobe, plakati, knjige, katalogi, revije, časopisi, koledarji ter drugi predmeti. Zastopani so vidnejši slovenski oblikovalci: Janez Trpin, Peter Kocjančič, Grega Košak, Majda Dobravec Lajovic, Jože Brumen, Uroš Vagaja, Matjaž Vipotnik, Janez Suhadolc, Novi kolektivizem, Miljenko Licul, Jože Domjan ter mnogi mlajši avtorji. Hrani tudi dela nekaterih mednarodnih ustvarjalcev, ki so skozi leta razstavljali na BIO. Zbirka ponuja pregleden vpogled v zgodovino slovenskega grafičnega oblikovanja od obdobja pred drugo svetovno vojno do današnjih dni, s poudarkom na temeljnih delih oblikovalcev, ki so zaznamovali njegov razvoj.

### Oddelek za fotografijo
Fotografska zbirka muzeja obsega okoli 12.000 fotografij in okoli 20.000 negativov v različnih tehnikah. V fond starejši fotografij sodijo puharotipija, fotografska podoba, ki jo je po svojem izvirnem postopku izdelal slovenski izumitelj Janez Puhar iz ok. leta 1863, ter ena dagerotipija in štiri ferotipije.  Med ok. 400 avtorji in avtoricami iz 20. stoletja izstopajo  Bogo Čerin, Oskar Karel Dolenc, Jan Andrej Jelnikar, Stojan Kerbler, Milenko Pegan, Marjan Pfeifer in Mitja Vidmar, bogati sta tudi zbirki del članov nekdanjega Fotokluba Ljubljana in Fotogrupe ŠOLT–Ljubljana. Med posebnosti zbirke sodijo še izvirna dela (fotografije, risbe, grafike, slike in skulpture) Mednarodne likovne zbirke Junij.V njej so poleg nekaterih pomembnih slovenskih avtorjev, kot so Božidar Dolenc, Stane Jagodič, Enver Kaljanac, Peter Kocjančič, Branko Leban, Dušan Pirih Hup in Marjan Smerke, zastopani tudi nekatera svetovno znana imena kot npr. Heribert Burkert, Christo & Jeanne-Claude, Pierre Cordier, Joan Fontcuberta, Richard Long, Rafael Navarro, Floris M. Neusüss, Nils-Udo, Annegeret Soltau in Christian Vogt. Poleg fotografskega slikovnega gradiva hrani zbirka še ok. 150 starih fotoaparatov in drugih kosov fotografske opreme, osebne dokumentarne mape ok. 300 slovenskih fotografov, zbirko fotografskih revij (ok. 130 naslovov) in ok. 2000 katalogov fotografskih razstav.

### Oddelek za Izobraževanje
Muzej pripravlja številne izobraževalne dejavnosti za različne skupine, ki črpajo vsebine s področja arhitekture, oblikovanja in fotografije. Podrobnejši vpogled v aktualne razstave ponujajo vodenih ogledi kustosov, strokovnjakov in vabljenih gostov. Enkrat mesečno muzej pripravlja vodene oglede po arhitekturah različnih objektov po Ljubljani in Sloveniji. Šolske skupine lahko vodene oglede razstav nadgradijo s tematskimi delavnicami, bodisi spoznavajo arhitekturo v živo, na arhitekturnih sprehodih po Plečnikovi in Secesijski Ljubljani ter arhitekturi 20. stoletja v Ljubljani. Otrokom so namenjene nedeljske ustvarjalnice, na katerih na igriv in ustvarjalen način spoznavajo arhitekturne, oblikovalske in fotografske tematike, skozi celo šolsko leto pa lahko obiskujejo Šolo arhitekture. 
Enkrat mesečno muzej pripravlja vodene oglede po arhitekturah različnih objektov po Ljubljani in Sloveniji. MAO se je uveljavil kot prireditelj predavanj, pogovorov, predstavitev in konferenc z mednarodnimi predavatelji s področja arhitekture in oblikovanja. 

### Knjižnica
Muzejska knjižnica obsega okoli 10.000 enot monografskih in 4.500 enot serijskih publikacij s področja arhitekture, urbanizma, oblikovanja in fotografije. Gradivo dopolnjuje tudi arhiv domačih in tujih revij. Knjižnična čitalnica je odprta za javnost.

## Razstave
Muzej od ustanovitve dalje gradivo s področja arhitekture, urbanizma, oblikovanja in fotografije predstavlja javnosti na razstavah in drugih dogodkih. V zadnjih letih je muzej pripravil številne pregledne razstave, med drugimi: 
- Arhitektura 17. stoletja na Slovenskem (2004)
- Arhitektura 18. stoletja na Slovenskem (2007)[4]
- Iskra: neuvrščeno oblikovanje 1946–1990 (2009)[5]
- Odprti depoji: Predstavitev zbirk Muzeja za arhitekturo in oblikovanje (2011)
- Oblikovanje Republike: Arhitektura, oblikovanje in fotografija v Sloveniji 1991–2011 (2011)[6]
- Niko Kralj: Neznani znani oblikovalec (2011)[7]
- Oskar Karel Dolenc: Črno-belo 1960–2010 (2011)
- Nedokončane modernizacije: med utopijo in pragmatizmom (2012)
- Smer B - reforma oblikovanja (2012)
- Pod skupno streho: Moderne javne zgradbe iz zbirke MAO in drugih arhivov (2013)[8]
- Arhitektura 19. stoletja na Slovenskem (2013)

V bienalih letih od ustanovitve dalje prireja tudi mednarodno oblikovalsko razstavo Bienale industrijskega oblikovanja, od leta 2012 dalje preimenovano v Bienale oblikovanja. V sodelovanju z vladnimi ustanovami je muzej pripravil potujočo razstavo Silent Revolutions: sodobno oblikovanje v Sloveniji, ki je od leta 2011 gostovala v Londonu, Eindhovnu, Milanu, Beogradu, Helsinkih in na Dunaju in predstavlja slovensko oblikovanje v tujini. Sodobno slovensko arhitekturo je muzej predstavil v šestih kratkih filmih v okviru projekta Majhno in pametno. Muzej pripravlja tudi številne manjše občasne razstave, ki predstavljajo javnosti posamezne segmente in pojave v zgodovini slovenske arhitekture, oblikovanja in fotografije, ter preko gostujočih razstav predstavlja tujo oblikovalsko in arhitekturno produkcijo. Ob posamezni razstavi praviloma izda katalog ali publikacijo. 
Pomembna dejavnost muzeja je tudi organizacija mednarodnih konferenc, predavanj in pogovorov. Med vidnejšimi dogodki izstopajo: 
- Serija predavanj Arhitekturni epicentri (2006-2007, sodelovanje z Zavodom Ark)[13]
- Serija predavanj Trajnostne alternative v oblikovanju (2008, sodelovanje z društvom Pekinpah)[14]
- Konferenca Projekt Arhitektura (2009)
- Konferenca O informacijskem oblikovanju (2009/10)[15]
- Konferenca Ne več, ne manj (2011)[16]
- Konferenca Nedokončane modernizacije (2012)[17]
- Konferenca Institucija kot praksa (2013)[18]

Skozi leta je muzej na konferencah in predavanjih gostil številne ugledne goste, med njimi so Kenneth Frampton, Glenn Murcutt, Dieter Rams, Per Mollerup, Johnatan Chapman, Rado Riha, Petra Čeferin ter še nekateri drugi. 
Muzej sodeluje s številnimi inštitucijami v tujini, kjer izstopajo Museum of Modern Art (MoMA - New York), Triennale di Milano, London Design Festival in Architektur Zentrum Wien.